# 德菲萊烏爾日山國家公園
45°16′19″N 23°22′05″E / 45.272°N 23.368°E

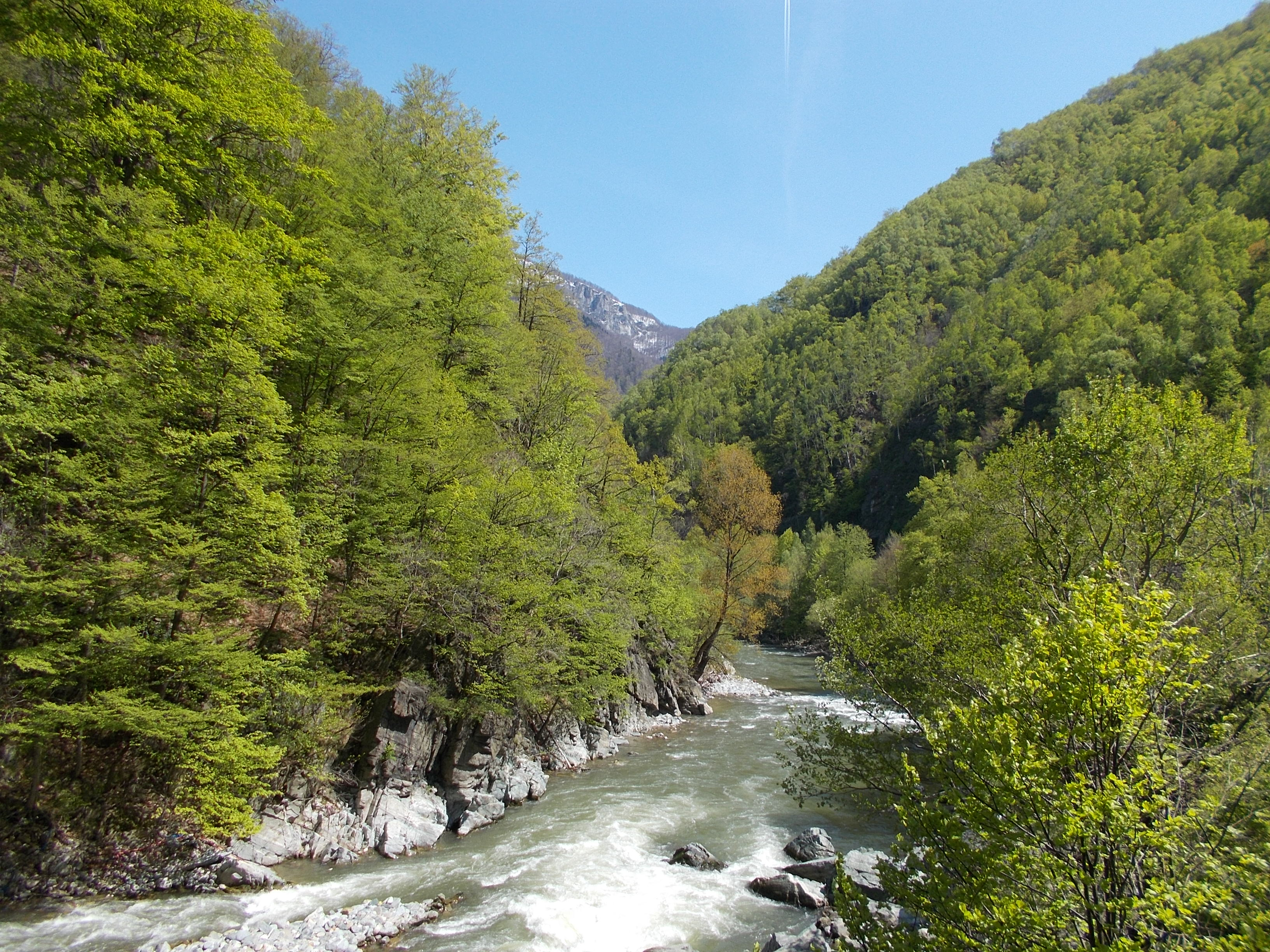

德菲萊烏爾日山國家公園是羅馬尼亞的國家公園，位於該國西南部，橫跨戈爾日縣和胡內多阿拉縣，成立於2005年1月12日，面積111平方公里。